# Nagyvenyim
Nagyvenyim è un comune dell'Ungheria di 4.081 abitanti (dati 2001). È situato nella contea di Fejér.